# 新世紀 (アルバム)
『新世紀』（新世紀）は、ポルカドットスティングレイのミニアルバム。2020年1月8日、ユニバーサルミュージックより発売。

## 概要
2ndフルアルバム『有頂天』リリース後2枚目となるミニアルバム。
 CDはは20000枚完全生産限定版のみで、CD+DVD「全乗せ」のセットである。
 6,7曲目の『女神（スタジオライブ）』、『トゲめくスピカ（スタジオライブ）』はCD限定ボーナストラック（配信では聞けない）。

## 収録曲
CD 

全作詞/全作曲:雫、全編曲:ポルカドットスティングレイ
| #  | タイトル                             | 作詞 | 作曲・編曲 | 時間 |
| -- | ------------------------------------ | ---- | ---------- | ---- |
| 1. | 「SQUEEZE」                          |      |            | 3:29 |
| 2. | 「sp813」                            |      |            | 2:55 |
| 3. | 「トゲめくスピカ」                   |      |            | 4:39 |
| 4. | 「女神」                             |      |            | 3:54 |
| 5. | 「女神（スタジオライブ）」           |      |            |      |
| 6. | 「トゲめくスピカ（スタジオライブ）」 |      |            |      |

DVD「全乗せ」（全90分）
| #   | タイトル                                | 作詞 | 作曲・編曲 |
| --- | --------------------------------------- | ---- | ---------- |
| 1.  | 「スタジオライブ『女神』」              |      |            |
| 2.  | 「スタジオライブ『トゲめくスピカ』」    |      |            |
| 3.  | 「結成5周年振り返り座談会」             |      |            |
| 4.  | 「ソロ演奏動画『女神』雫パート」        |      |            |
| 5.  | 「ソロ演奏動画『sp813』雫パート」       |      |            |
| 6.  | 「ソロ演奏動画『女神』ハルシパート」    |      |            |
| 7.  | 「ソロ演奏動画『sp813』ハルシパート」   |      |            |
| 8.  | 「ソロ演奏動画『女神』ゆうくんパート」  |      |            |
| 9.  | 「ソロ演奏動画『sp813』ゆうくんパート」 |      |            |
| 10. | 「ソロ演奏動画『女神』ミツヤスパート」  |      |            |
| 11. | 「ソロ演奏動画『sp813』ミツヤスパート」 |      |            |